# Banastás
Banastás (aragónul Banastars) település Spanyolországban, Huesca tartományban. Banastás Chimillas, Huesca, La Sotonera, Igriés és Nueno községekkel határos. Lakosainak száma 328 fő (2024).

## Népesség
A település lakosságának változását az alábbi diagram mutatja:
| Lakosok száma | 195  | 238  | 239  | 268  | 283  | 303  | 297  | 295  | 327  | 328  |
|               | 2001 | 2004 | 2006 | 2009 | 2011 | 2014 | 2016 | 2019 | 2021 | 2024 |